# Andrija Radulović
Andrija Radulović (in serbo Андрија Радуловић?; Cattaro, 3 luglio 2002) è un calciatore montenegrino con cittadinanza serba, attaccante del Rapid Vienna in prestito dal Vojvodina.

## Carriera

### Club
Cresciuto nel settore giovanile della Stella Rossa, ha esordito in prima squadra il 6 giugno 2020 in occasione dell'incontro di Superliga vinto 4-1 contro il Radnik Surdulica, dove ha realizzando la rete del momentaneo 3-1.

### Nazionale
In possesso della doppia cittadinanza serba e montenegrina, inizialmente ha rappresentato le nazionali giovanili serbe Under-17 ed Under-20, successivamente, nel 2022, ha esordito con la nazionale montenegrina Under-21.

## Statistiche

### Presenze e reti nei club
Statistiche aggiornate al 26 dicembre 2022.
| Stagione        | Squadra           | Campionato      | Campionato | Campionato | Coppe nazionali | Coppe nazionali | Coppe nazionali | Coppe continentali | Coppe continentali | Coppe continentali | Altre coppe | Altre coppe | Altre coppe | Totale | Totale |
| Stagione        | Squadra           | Comp            | Pres       | Reti       | Comp            | Pres            | Reti            | Comp               | Pres               | Reti               | Comp        | Pres        | Reti        | Pres   | Reti   |
| --------------- | ----------------- | --------------- | ---------- | ---------- | --------------- | --------------- | --------------- | ------------------ | ------------------ | ------------------ | ----------- | ----------- | ----------- | ------ | ------ |
| 2019-2020       | Stella Rossa      | SL              | 3          | 1          | CS              | 1               | 0               | UCL                | -                  | -                  |             | -           | -           | 4      | 1      |
| 2020-2021       | Stella Rossa      | SL              | 6          | 0          | CS              | 2               | 1               | UCL+UEL            | 0+1                | -                  |             | -           | -           | 9      | 1      |
| lug.-dic. 2021  | Grafičar Belgrado | 1L              | 18         | 6          | CS              | 1               | 0               |                    | -                  | -                  |             | -           | -           | 19     | 6      |
| gen.-giu. 2022  | Stella Rossa      | SL              | 2          | 0          | CS              | 1               | 0               | UCL+UEL            | -                  | -                  |             | -           | -           | 3      | 0      |
| 2022-2023       | Mladost GAT       | SL              | 17         | 4          | CS              | 1               | 0               |                    | -                  | -                  |             | -           | -           | 18     | 4      |
| Totale carriera | Totale carriera   | Totale carriera | 46         | 11         |                 | 6               | 1               |                    | 1                  | 0                  |             | -           | -           | 53     | 12     |

### Cronologia presenze e reti in nazionale
| Cronologia completa delle presenze e delle reti in nazionale ― Montenegro | Cronologia completa delle presenze e delle reti in nazionale ― Montenegro | Cronologia completa delle presenze e delle reti in nazionale ― Montenegro | Cronologia completa delle presenze e delle reti in nazionale ― Montenegro | Cronologia completa delle presenze e delle reti in nazionale ― Montenegro | Cronologia completa delle presenze e delle reti in nazionale ― Montenegro | Cronologia completa delle presenze e delle reti in nazionale ― Montenegro | Cronologia completa delle presenze e delle reti in nazionale ― Montenegro |
| Data                                                                      | Città                                                                     | In casa                                                                   | Risultato                                                                 | Ospiti                                                                    | Competizione                                                              | Reti                                                                      | Note                                                                      |
| ------------------------------------------------------------------------- | ------------------------------------------------------------------------- | ------------------------------------------------------------------------- | ------------------------------------------------------------------------- | ------------------------------------------------------------------------- | ------------------------------------------------------------------------- | ------------------------------------------------------------------------- | ------------------------------------------------------------------------- |
| 20-6-2023                                                                 | Podgorica                                                                 | Montenegro                                                                | 1 – 4                                                                     | Rep. Ceca                                                                 | Amichevole                                                                | -                                                                         | 46’                                                                       |
| 12-10-2023                                                                | Podgorica                                                                 | Montenegro                                                                | 3 – 2                                                                     | Libano                                                                    | Amichevole                                                                | -                                                                         |                                                                           |
| 19-11-2023                                                                | Budapest                                                                  | Ungheria                                                                  | 3 – 1                                                                     | Montenegro                                                                | Qual. Euro 2024                                                           | -                                                                         | 70’                                                                       |
| 14-10-2024                                                                | Cardiff                                                                   | Galles                                                                    | 1 – 0                                                                     | Montenegro                                                                | UEFA Nations League 2024-2025 - 1º turno                                  | -                                                                         | 46’                                                                       |
| 16-11-2024                                                                | Nikšić                                                                    | Montenegro                                                                | 0 – 2                                                                     | Islanda                                                                   | UEFA Nations League 2024-2025 - 1º turno                                  | -                                                                         | 46’                                                                       |
| 25-3-2025                                                                 | Nikšić                                                                    | Montenegro                                                                | 1 – 0                                                                     | Fær Øer                                                                   | Qual. Mondiali 2026                                                       | -                                                                         | 70’                                                                       |
| 9-6-2025                                                                  | Niksic                                                                    | Montenegro                                                                | 2 – 2                                                                     | Armenia                                                                   | Amichevole                                                                | -                                                                         | 63’                                                                       |
| Totale                                                                    |                                                                           | Presenze                                                                  | 7                                                                         |                                                                           | Reti                                                                      | 0                                                                         |                                                                           |

## Palmarès

### Club

#### Competizioni nazionali
- Campionato serbo: 3

Stella Rossa: 2019-2020, 2020-2021, 2021-2022
- Coppa di Serbia: 2

Stella Rossa: 2020-2021, 2021-2022